# Graja de Campalbo
Graja de Campalbo è un comune spagnolo di 134 abitanti situato nella comunità autonoma di Castiglia-La Mancia.